# Teateråret 1933

## Händelser

### Juli
- 1 juli - Olof Molander efterträder Erik Wettergren som chef för Dramaten [1].

### Okänt datum
- Björn Hodell tar över chefskapet för Skansenteatern i Stockholm

## Årets uppsättningar

### Mars
- 23 mars - Eugene O'Neills pjäs Klaga månde Elektra med regi av Olof Molander har premiär på Dramaten.

### Oktober
- 19 oktober - Eugene O'Neills pjäs Blodet ropar under almarna med regi av Alf Sjöberg har premiär på Dramaten.

### Okänt datum
- Franz Arnolds pjäs Celebert bröllop (Da stimmt was nicht) har svensk premiär på Komediteatern i Stockholm
- Sigfrid Siwertz pjäs Ett brott uruppfördes på Lorensbergsteatern i Göteborg
- Max Reimann och Otto Schwartzs pjäs Tant Jutta från Kalkutta (Die Familie Hannemann) från 1925 uppförds på Lilla Folkteatern i Stockholm
- Sándor Lestyan och János Vaszary pjäs Luftexpressen (Potyautas) har Svensk premiär på Folkteatern i Stockholm
- Siegfried Geyers pjäs Ende schlecht, alles gut uruppfördes på Volkstheater i Wien, den kom att filmas av Schamyl Bauman 1937 under namnet Än leva de gamla gudar